# Erik Hrňa
Erik Hrňa (* 25. červen 1988, Vsetín) je český hokejový útočník.

## Ocenění a úspěchy
- 2015 ČHL – Nejlepší střelec
- 2015 ČHL – Nejslušnější hráč

## Prvenství
- Debut v ČHL – 15. listopadu 2006 (HC Chemopetrol Litvínov proti Vsetínská hokejová)
- První asistence v ČHL – 5. prosince 2006 (Bílí Tygři Liberec proti Vsetínská hokejová)
- První gól v ČHL – 31. října 2010 (Rytíři Kladno proti HC Oceláři Třinec, českému brankáři Martinu Falterovi)

## Hráčská kariéra
- 2002/2003 HC Vsetín (E) – dor.
- 2003/2004 HC Vsetín (E) – dor.
- 2004/2005 Vsetínská hokejová (E) – jun., Vsetínská hokejová (E) – dor.
- 2005/2006 Vsetínská hokejová (E) – jun.
- 2006/2007 Vsetínská hokejová (E) – jun., Vsetínská hokejová (E)
- 2007/2008 Vsetínská hokejová (E) – jun., HC Oceláři Třinec ELH, HK Jestřábi Prostějov (1. liga)
- 2008/2009 HC Oceláři Třinec ELH, HC Havířov (1. liga), HC VOKD Poruba (1. liga, p-out), VHK Vsetín (2. liga)
- 2009/2010 HC Havířov Panthers (1. liga), Salith Šumperk (1. liga), VHK Vsetín (2. liga)
- 2010/2011 HC Oceláři Třinec ELH, Orli Znojmo (1. liga)
- 2011/2012 HC Oceláři Třinec ELH
- 2012/2013 HC Oceláři Třinec ELH
- 2013/2014 HC Oceláři Třinec ELH
- 2014/2015 HC Oceláři Třinec ELH, hostování HC Olomouc, HC Oceláři Třinec stáhnut zpět z hostování 10. 11. 2014
- 2015/2016 HC Oceláři Třinec ELH, HC Škoda Plzeň ELH
- 2016/2017 HC Oceláři Třinec ELH
- 2017/2018 HC Oceláři Třinec ELH
- 2018/2019 HC Oceláři Třinec ELH
- 2019/2020 HC Oceláři Třinec ELH
- 2020/2021 HC Oceláři Třinec ELH
- 2021/2022 HC Oceláři Třinec ELH
- 2022/2023 HC Oceláři Třinec ELH
- 2023/2024 VHK ROBE Vsetín (1. liga)
- 2024/2025 VHK ROBE Vsetín (1. liga)